# Kölngau
Der Kölngau war eine mittelalterliche Gaugrafschaft. Er bestand spätestens am Ende des 8. Jahrhunderts unter der Regierung Karls des Großen. Der Kölngau ging mit der Erhebung Bruns zum Erzbischof von Köln und Belehnung mit dem Herzogtum Lothringen in dem entstehenden Kurfürstentum Köln auf. Durch die von Kaiser Otto I. im 10. Jahrhundert verliehenen Privilegien wurde der Erzbischof zum Kurfürst und damit auch weltlicher Herrscher. Die Gaugrafschaft wurde dadurch abgelöst.

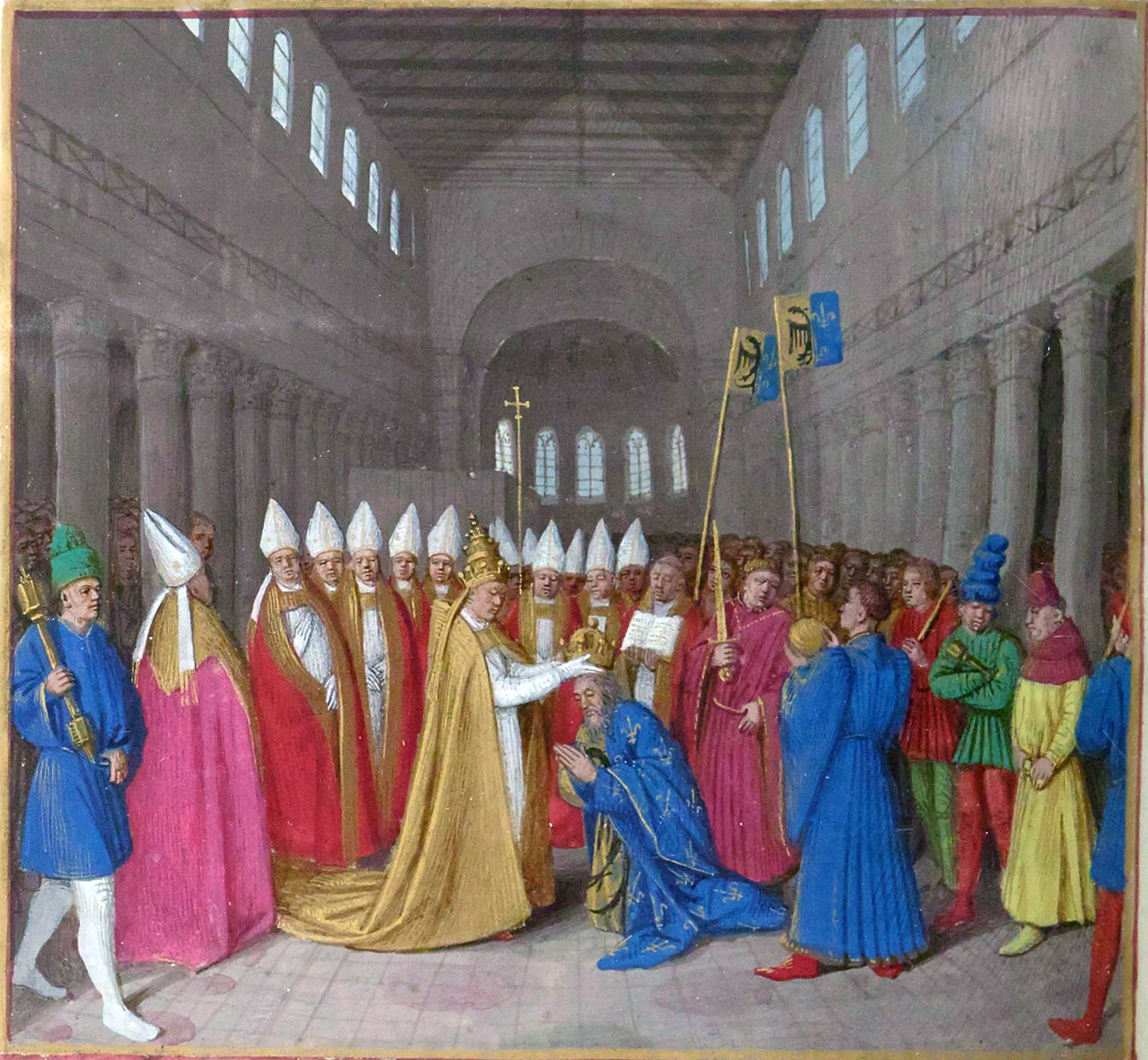
Salbung Karls des Großen um 800 in Rom

## Gau und Verwaltung

Die Gebietsaufteilung des Fränkischen Reiches im Vertrag von Verdun (Wirten), 843

Neben der Einigung der germanischen Stämme in einem mächtigen Reich, der Förderung der Christianisierung und der Verbesserung des Rechtswesens schuf Kaiser Karl der Große auch die Grafschaftsordnung. So wurde das Land in Gaue unterteilt und diese wiederum in Centenen aufgesplittet, denen ein Gaugraf oder auch Centenarius vorstand. Diesem Grafen unterstand sowohl die militärische Gewalt als auch die Gerichtsbarkeit im Gau. Die ab dieser Zeit vermehrt vorhandenen Urkunden belegen Köln als die Hauptstadt des Kölngaues.

### Send-, Gau- oder Pfalzgrafen
Unter den Nachkommen Karls zerfiel das Reich und wurde dann unter seinen Enkeln 843 aufgeteilt. Das Mittelreich
erhielt Lothar, dem auch die Kaiserkrone blieb. Auch er übertrug nun in seinem Herrschaftsbereich an Grafen Gebiete, in denen diese Kontroll- und Verwaltungsaufgaben wahrnahmen. Stellvertretend für ihren Herrscher übten diese die Gerichts- und Verwaltungshoheit aus. Je nach konkreter Funktion oder Aufgabe konnten unter anderen Send-, Mark-, Pfalz- oder Burggrafen unterschieden werden.
Die Geschlechter der Grafen (lat. Comes buw. Plural Comites) besaßen im fränkischen und den Folgereichen eine bedeutende Machtstellung. Sie begründete sich durch die Bündelung diverser Grafenrechte (Privilegien). Infolge weiterer zugewiesener Aufsichtsrechte über Reichsgüter des Königs, wie Wälder, Gewässer und Straßen, sowie über Regalien (Hoheitsrechte) vergrößerte sich die Macht der Grafen beträchtlich. Nach der aufgekommenen Erblichkeit des Grafenamtes im 10. Jahrhundert ging zuvor durch die Grafen lediglich verwaltetes Reichsgut über in Allodialbesitz.

### Gaugraf Emundus von Friesheim

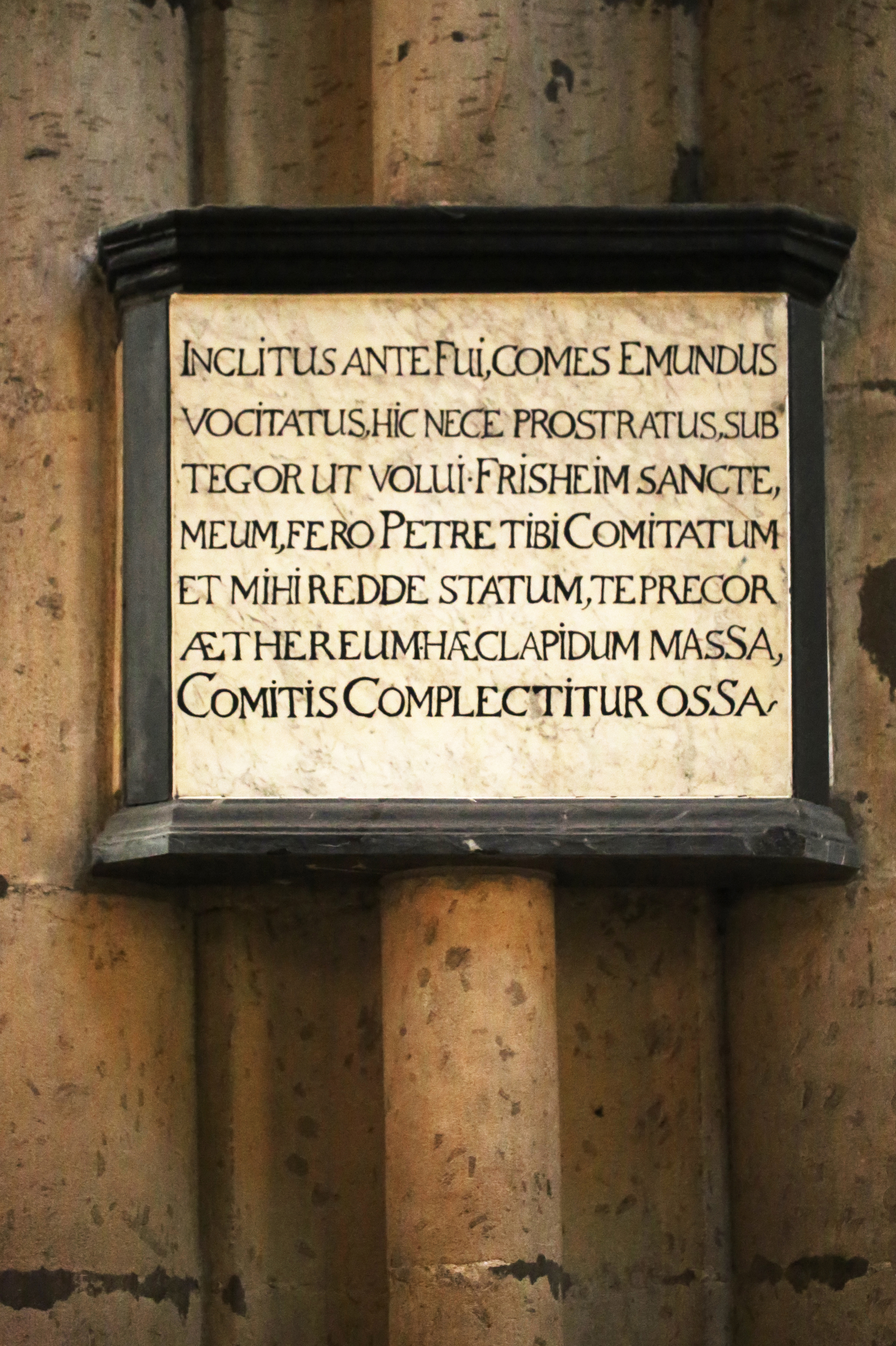
Emundus von Friesheim Gedenktafel im Kölner Dom von 1731

So wie beispielsweise Deocar im Auftrag Kaiser Karls in der Ostmark als Sendgraf (Königsbote) eingesetzt wurde, war es um das Jahr 829 der Edelherr Emundus aus Friesheim, der zur Regierungszeit Lothars als Send- und Gaugraf im Kölngau amtierte. Er war Herr des Friesheimer Höfeverbandes mitsamt dem dortigen Haupthof, dem Fronhof. Das Grafengeschlecht des Emundus entstammte einer aristokratischen karolingischen Familie. Graf Emundus vermachte seinen Besitz, die Villikation Friesheim, der alten Kölner Domkirche St. Petrus. An den Grafen, der auch im alten Kölner Dom beigesetzt wurde, erinnert eine im heutigen Kölner Dom in der Nähe des Nordausganges angebrachte Gedenktafel. Der lateinische Text bezieht sich auf den ursprünglichen Bestattungsort im alten Dom, er besagt:
Berühmt war ich einst, Graf Emundus wurde ich genannt
Hier wurde ich nach meinem Tode niedergelegt unter diesem Dach,
wie ich gewollt.
Meine Grafschaft Friesheim trage ich dir an, heiliger Petrus,
und gebe du mir dafür eine himmlische Statt, so bitte ich dich.
Dieser Haufen Steine birgt die Gebeine des Grafen.

## Lage und Nachbarschaft

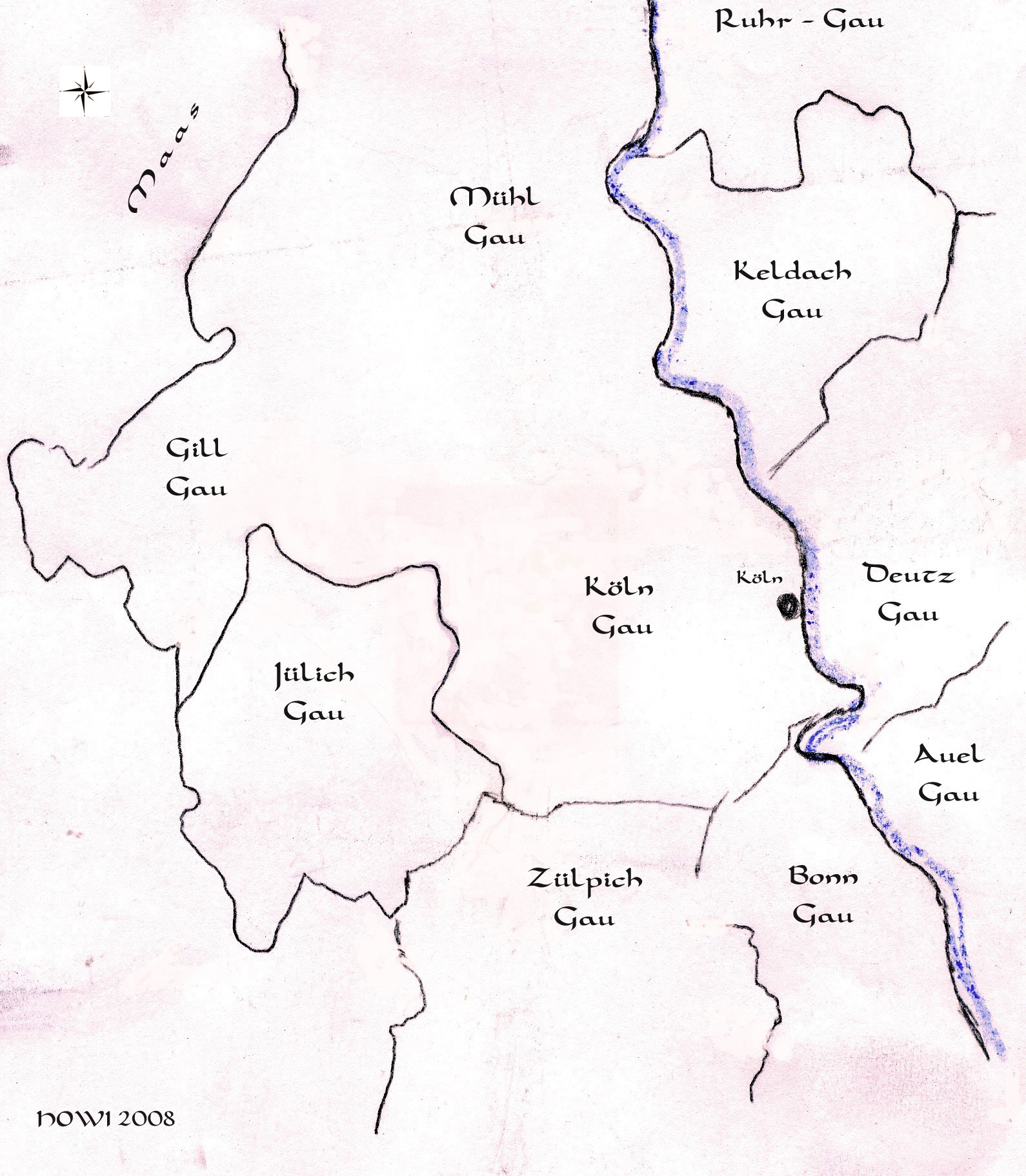
Köln und seine Nachbargaue (Grenzen zu Gill- und Mühlgau sind unklar; Keldachgau falsch dargestellt)

Der Kölngau entsprach etwa dem Gebiet der Kölner Bucht. Er grenzte (im Uhrzeigersinn) an den Bonn- und Ahrgau, den Zülpichgau, den Jülichgau, den Gillgau und den Nievenheimer Gau. Ihm gegenüber befanden sich auf der rechtsrheinischen Seite im Norden der Ruhrgau und der Deutzgau, welcher seine südliche Grenze am Auelgau hatte.

## Gemeinden
Der Kölngau erstreckte sich über die Residenzstadt des Gaugrafen, Köln, hinaus auf einige aus heutiger Sicht nicht zusammenhängende linksrheinische Örtlichkeiten. Diese sind größtenteils noch heute existent. Die betreffenden Gemeinden, deren damalige Ausdehnung nicht bekannt ist oder die heute nicht mehr existieren, waren wahrscheinlich:

### Bayen

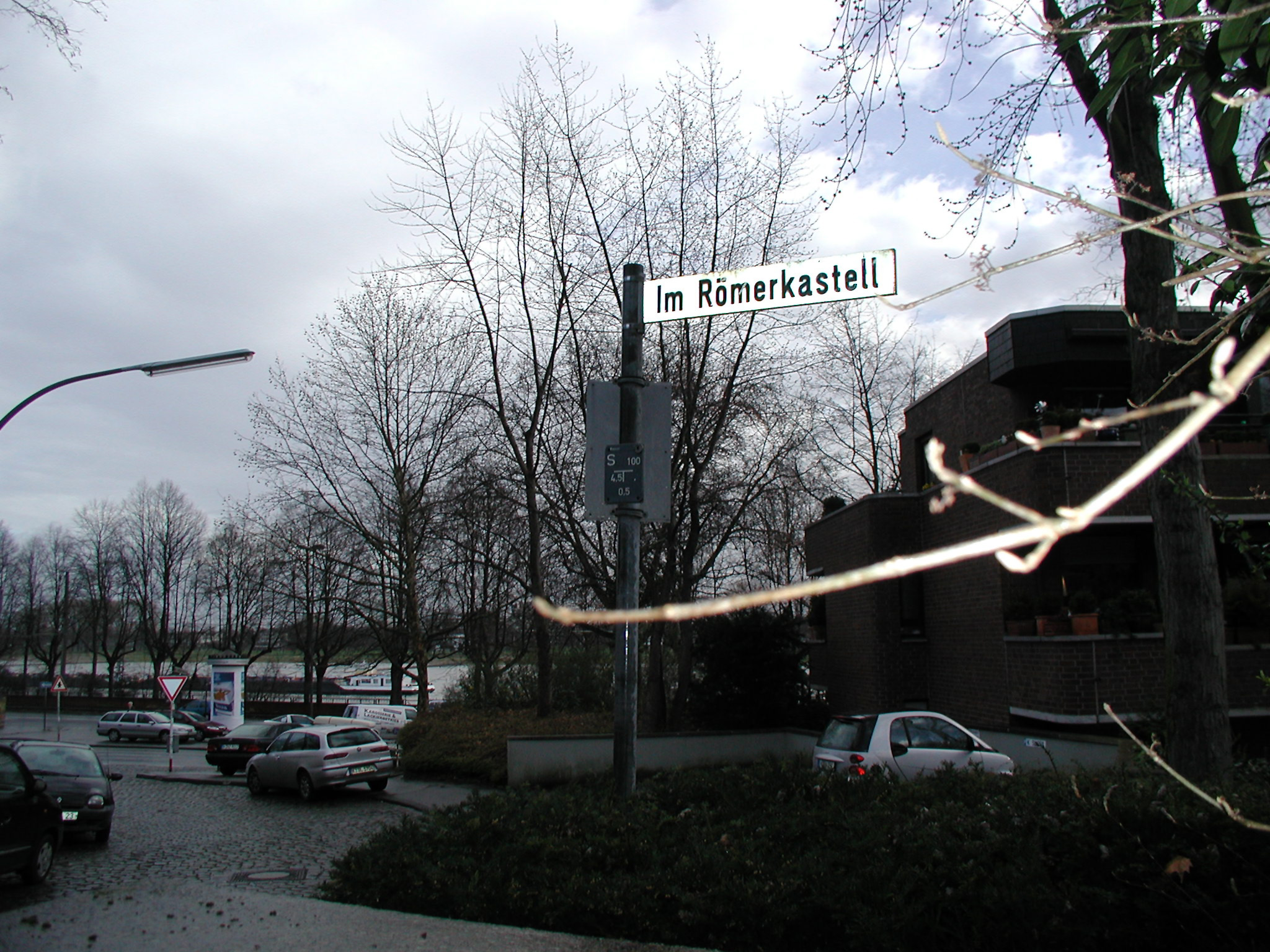
Ecke „Am Römerberg“ Anfang „Im Römerkastell“. Blick zum Rheinufer

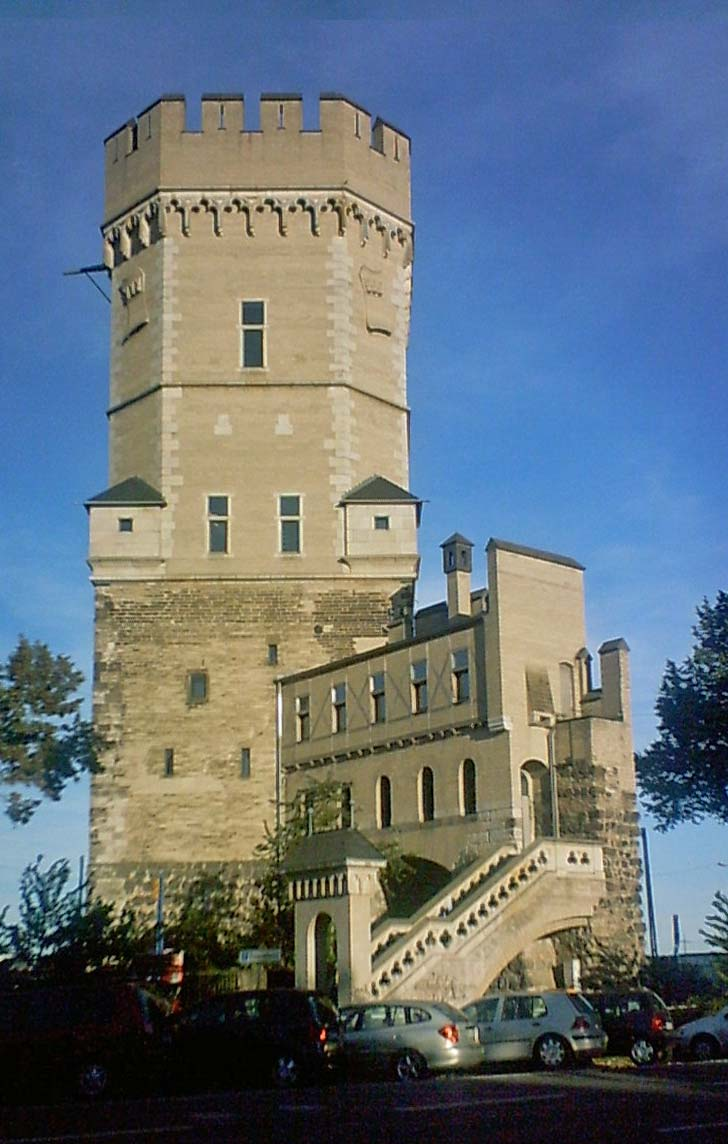
Bayenturm

Bayen, = lateinisch baia (Bucht, Hafen) gibt einen Hinweis auf seine Entstehung.
Südlich der Römerstadt befand sich an der heutigen Grenze zwischen den Stadtteilen Bayenthal und Marienburg das mit etwa 1000 Mann belegte Flottenkastell Alteburg, an dessen Lage die jetzigen Straßenbenennungen Am Römerberg und Im Römerkastell erinnern. Unterhalb dieses erhöht am Rheinufer liegenden Geländes lag in Sichtweite des Lagers die römische Rheinflotte (Classis Germanica) vor Anker. Diese wurde 276 bei Angriffen der Franken zerstört. Für die Wahl dieses Geländes zur Errichtung des Kastells und des Ankerplatzes dürfte eine vorgefundene natürliche Kombination der Anhöhe und einer wahrscheinlichen Ausbuchtung des Rheins ausschlaggebend gewesen sein.
Eine Urkunde Erzbischof Wichfrids (924 bis 953) beschrieb die ursprünglichen Grenzen des Sprengels St. Severin, in der „Bayen“ erstmals angeführt wurde.
So lagen innerhalb der Kirchspielgrenzen die ersten Bebauungen um St. Severin, um die dem heiligen „Zint Jan“ geweihten Kirche, die vermutete Ansiedlung „Everich“ (später Overich, Oversburg), sowie die der später nicht wieder erwähnten Ansiedlung „Thiedenhoven“ an der Gebietsgrenze zu St. Pantaleon. Weiter das Dörfchen „Nothausen“ am Rhein (um St. Maria Lyskirchen), die weiter südwestlich liegenden Hofstätten „Beina“ (später Beien oder Bayen), und weit außerhalb die Ansiedlungen von Immendorf, mit seiner ebenfalls dem heiligen Severin geweihten Kirche, und der Weiler des heute zu Rondorf gehörenden kleinen Ortes Höningen.
So ist in diesen Zusammenhängen wohl die spätere Flurbezeichnung Bayen entstanden, nach der sich erste Höfe benannten.
Auch die Stadtteilbezeichnung Bayenthal oder der Bayenturm und die Bayenstraße leiten ihre Namen wohl von der Flurbezeichnung ab.

### Rumenthorp

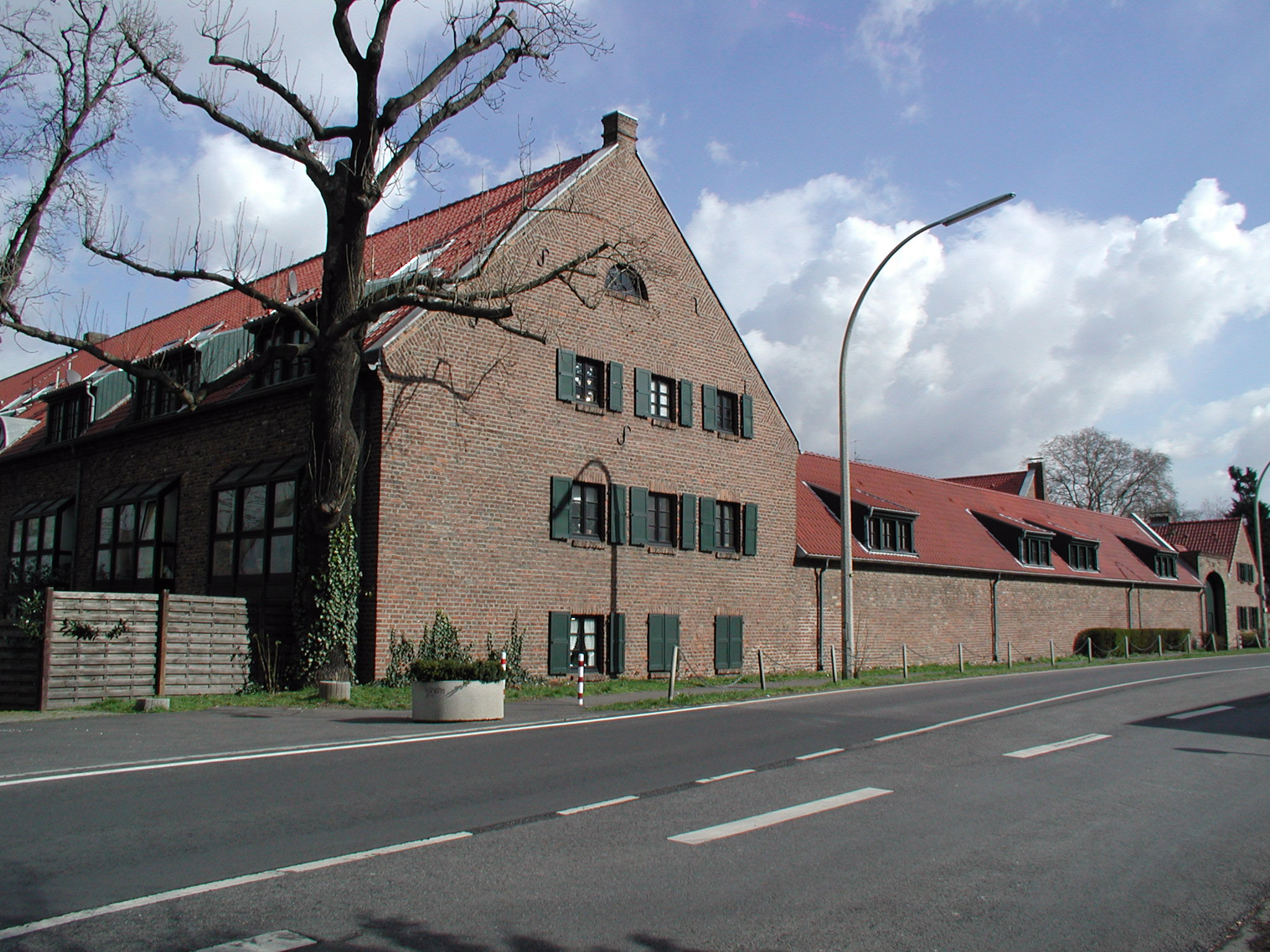
Johannishof

Der heutige Ortsteil des Stadtbezirkes Rodenkirchen, Rondorf, entwickelte sich aus einer 922 erfolgten Schenkung des Erzbischofs Hermann an das Stift St. Ursula. Der dem Stift übereignete Besitz, ein Fronhof, wurde erstmals im Jahr 941 in einer Urkunde des Nachfolgers Hermanns, des Erzbischofs Wichfrid, erwähnt. Er wurde als „Rumenthorp“ bezeichnet und war vermutlich der Ursprung des heutigen Anwesens Johannishof.

### Palmerstorp

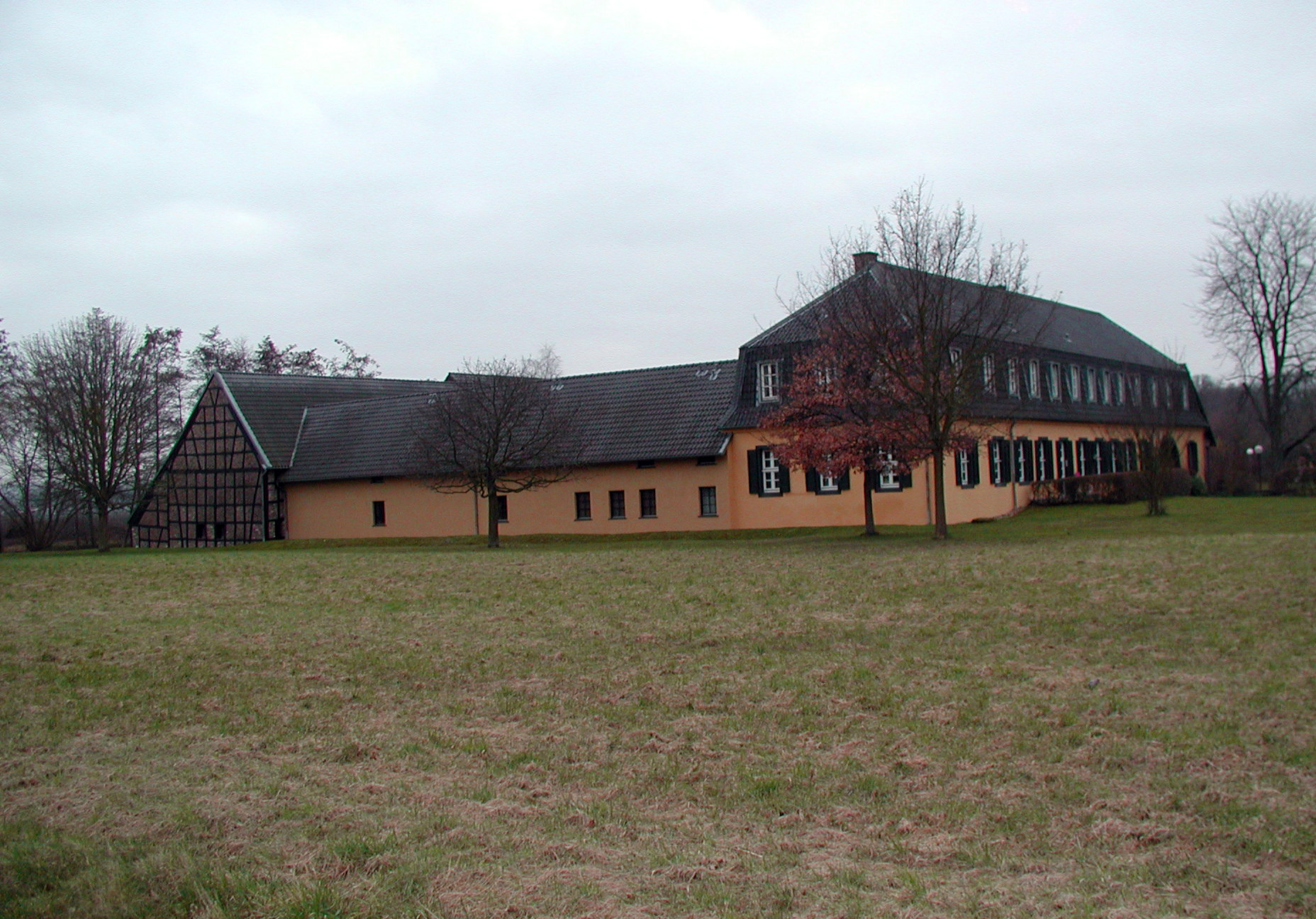
Palmersdorfer Hof

Im Ostteil Brühls liegt der Palmersdorfer Hof. Die Geschichte des Hofes „zu Palmerstorp“ geht bis auf das Jahr 929 zurück. Er wurde als dem Kölngau zugehörig bezeichnet. Das Adelsgut soll nach Aegidius Gelenius auch eine römische Gründung gewesen sein.
Urkundliche Hinweise geben den Aufschluss, dass Kölner Erzbischöfe in diesem Gebiet größere Besitzungen hatten. So schenkt durch Diplom Erzbischof Brun im Jahr 961 einen und einen halben Mansus in Palmersdorf den Schwestern von St. Cäcilien in Köln.

### Cantenich

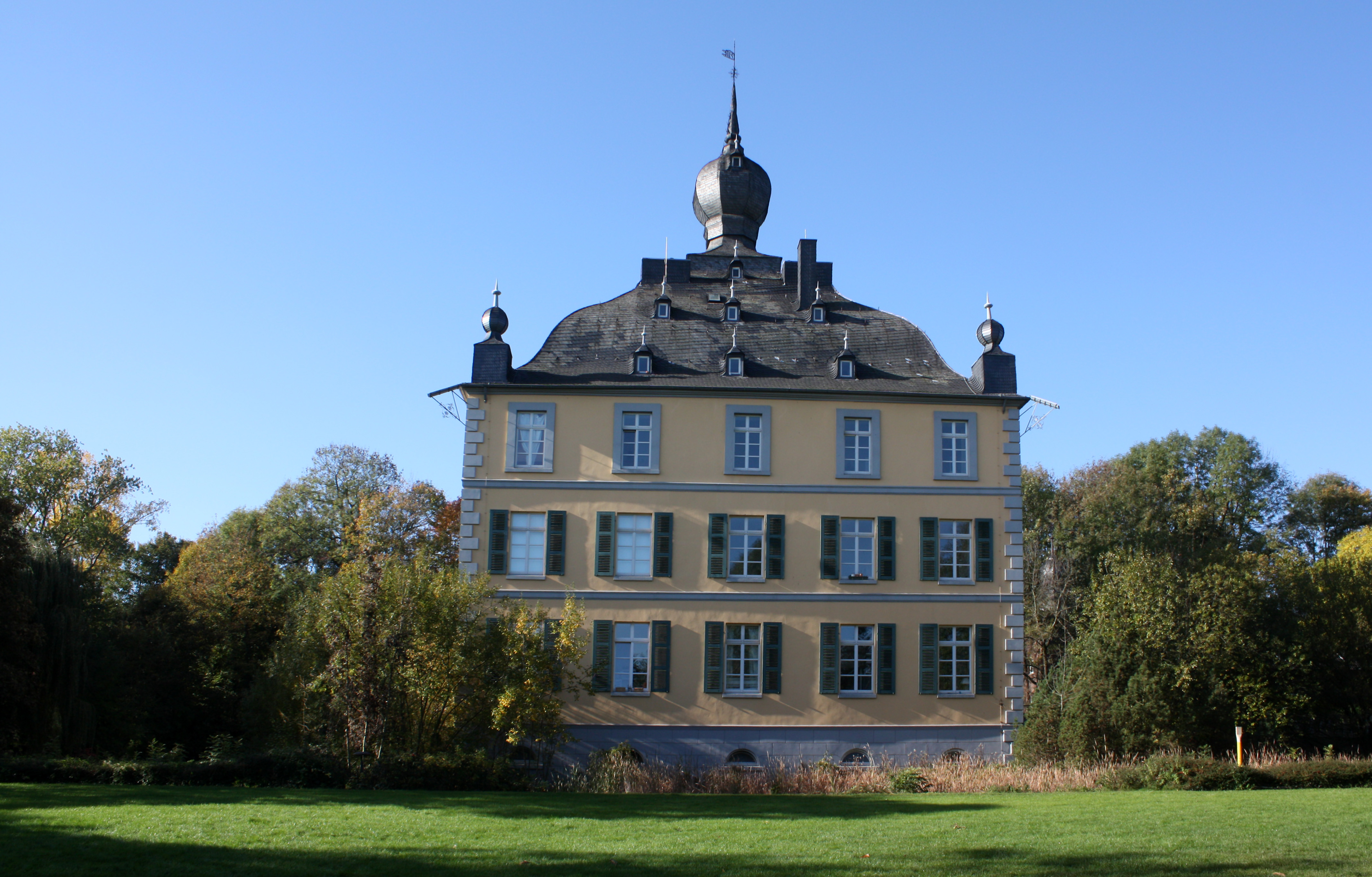
Burg Kendenich Herrenhaus

Kendenich wurde als „Cantenich“ bezeichnet. Erstmals erwähnt wird der Ort um 941, als der Kölner Erzbischof Wichfrid dem Cäcilienstift in Köln den Zehnten vom Herrenhof in Cantenich schenkte. Die alte Bezeichnung des Ortes verweist auch auf seine hervorgehobene Stellung im Gau (Nach Rosellen residierte in Cantenich ein Centenarius).

### Efferne
Efferen mit seiner Sehenswürdigkeit, einem römischen Kammergrab, wurde in einer Urkunde des Kölner Erzbischofs Philipp im Jahr 1189 erstmals als Efferne erwähnt. Schon für das 7. Jahrhundert (696) zitiert Rosellen eine Schenkung in Efferen durch Plektrudis, der Gemahlin Philipps von Herisdahl, an das von ihr errichtete Stift St. Maria im Capitol zu Köln.

### Guntheresthorp

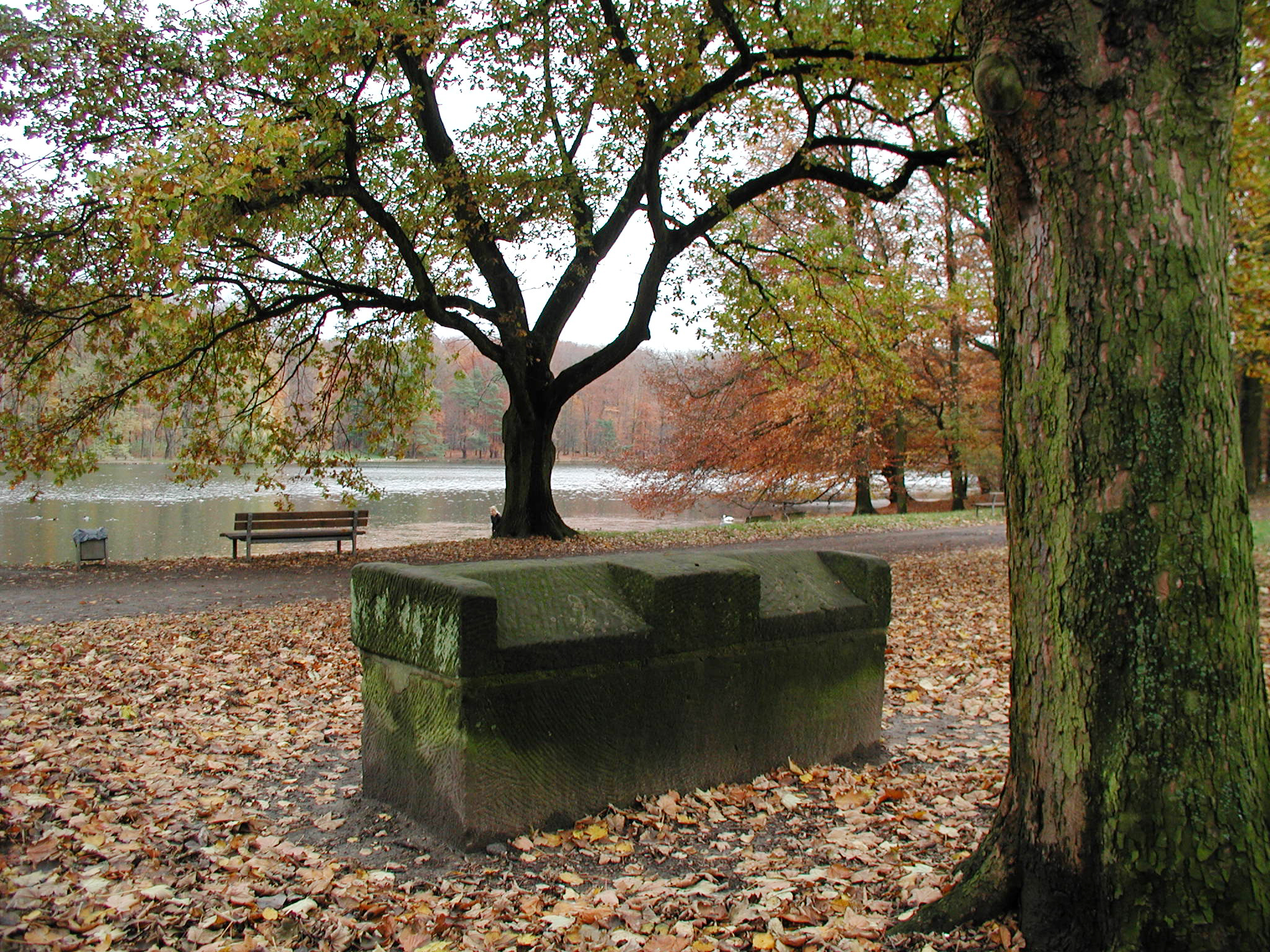
Römischer Sarkophag am Adenauer Weiher

Von früher Besiedelung des Ortes Junkersdorf, damals „Guntheresthorp“ genannt, zeugen zahlreiche Funde aus römischer und fränkischer Zeit. Schon im Jahre 898, nachdem die Normannen Köln und sein Umland verwüstet hatten (881–882), wurde von einem Gunterisdorp berichtet. Urkundlich belegt wurde Junkersdorf erstmals im Jahre 962 durch eine Schenkung des Erzbischofs Brun, der dem Stift der Nonnen von St. Cäcilien zu Köln Land in Guntheresthorp zu eigen gab.

### Frekena und Bachheim

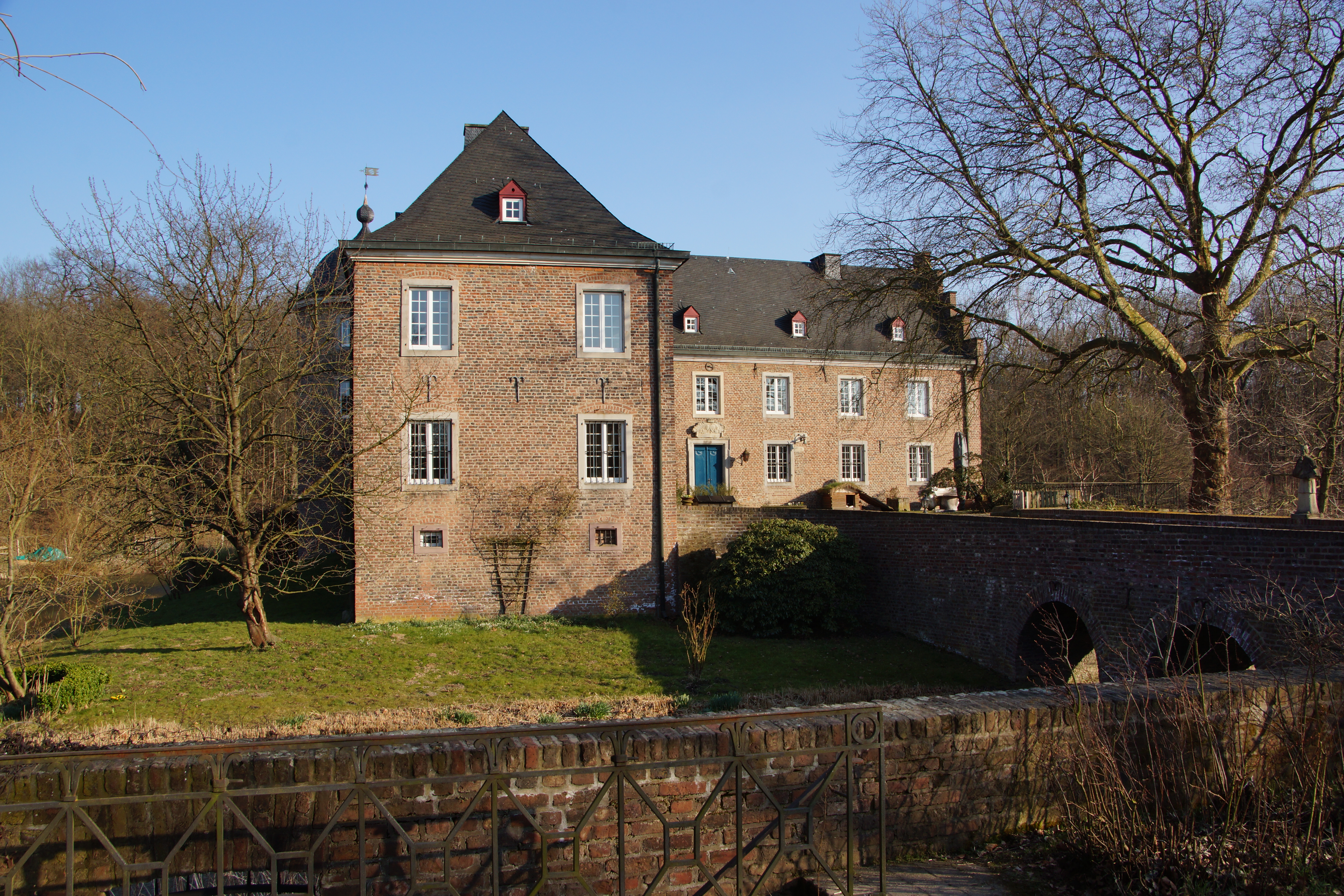
Burg Bachem

In Frechen, dem alten Frekena (877), verweisen alte Herrensitze wie die Burgen Bitz, Burgruine Hemmerich und Burg Bachem auf eine frühe Besiedelung. Günstige Voraussetzung für eine Wirtschaftsentwicklung boten auch hier ein Bachverlauf und fruchtbarer Boden. Der auch Lohr genannte Bach sorgte für Trinkwasser und die Bewässerung der Felder, trieb Mühlen an, füllte die Schutzgräben der Burgen und gab der Ansiedlung den fränkischen Namen Bachheim. Dieser Name wurde 866 in einer Urkunde erwähnt, in der die edle Frau Hiebildis ihre Güter und die der heiligen Maria geweihte Kirche sowie drei Mühlen und einen Herrenhof in Bachheim dem eng mit der Familie der Karolinger verbundenen Kloster Prüm in der Eifel schenkte. Erhalten sind heute noch Grundmauerreste der Burg Hemmerich und die Fundamente der ehemaligen Burg des Ritters Antonius von Bachem, auf denen zum Teil die heutige Burg Bachem steht.

### Horoheim

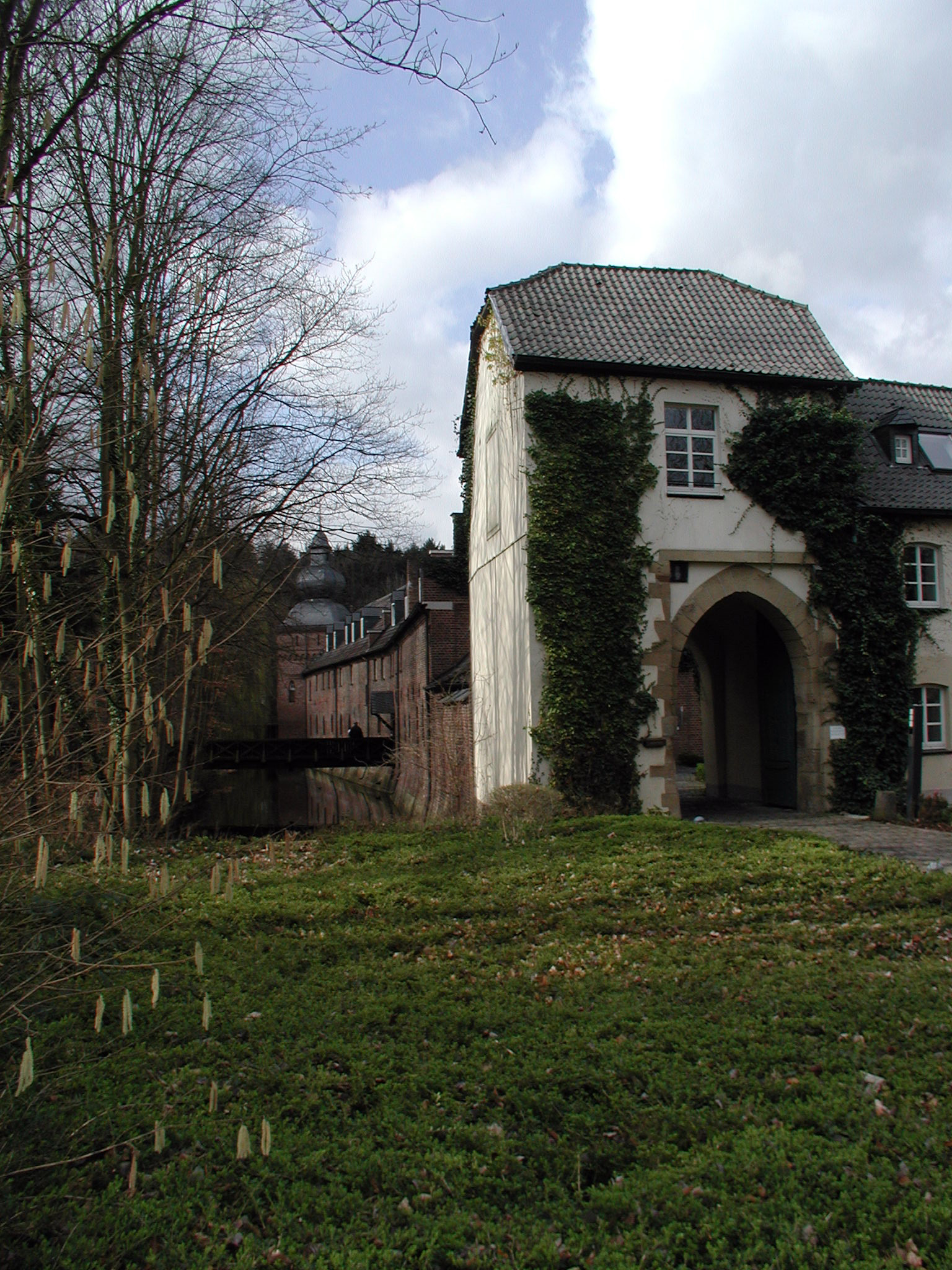
Horrem, Burg Hemmersbach

Horrem („Horoheim“, 864) wurde erstmals um 980 durch den Edelmann Wigmannus von Heymenbach erwähnt. 1077 hatte der Ritter von Hemmersbach seine Burg als  vir militaris et nobilis zum freien Eigentum. Wilhelm von Hemmersbach übertrug diesen Adelsbesitz 1176 an den Kölner Erzbischof  Philipp von Heinsberg. Gleichzeitig nahm er dies Gut als erbliches Lehen. Die damalige Burg lag südlich der heutigen Wasserburg zwischen der Ortschaft Hemmersbach und der Erft, innerhalb eines sie schützenden sumpfigen Geländes. In einem westlich von Horrem gelegenen Waldstück zeichnen sich noch Konturen des überwucherten Wallgrabens und des Ziegelschutthügels der alten Wehranlage ab. Wahrscheinlich wurde die Anlage im 14. Jahrhundert zerstört und nicht wieder aufgebaut.

### Sinthern
Sinthern (962) wurde erstmals in einer Urkunde des Kölner Erzbischofs Brun genannt. Sinthern, wie andere Nachbarorte des heute zum Mittelpunkt der Region herangewachsenen Brauweiler, war im letzten Viertel des 10. Jahrhunderts im Besitz des lothringischen Pfalzgrafen Hermann.
Die hervorgehobene Stellung der frühen Ansiedlung zeigt sich auch in Urkunden der im Nachbarort gelegenen Abtei Brauweiler. So ließ Abt Wolfhelm, wegen des störenden Laienbesuches während der liturgischen Handlungen in der räumlich beschränkten Klosterkirche, an deren Nordseite ein eigens für die Laien bestimmtes Gotteshaus erbauen. Diese dem heiligen Laurentius geweihte Kirche wurde 1085 konsekriert, unterstand aber nicht dem Kloster, sondern als Filialkirche der Pfarre Sinthern.

### Hoeningen

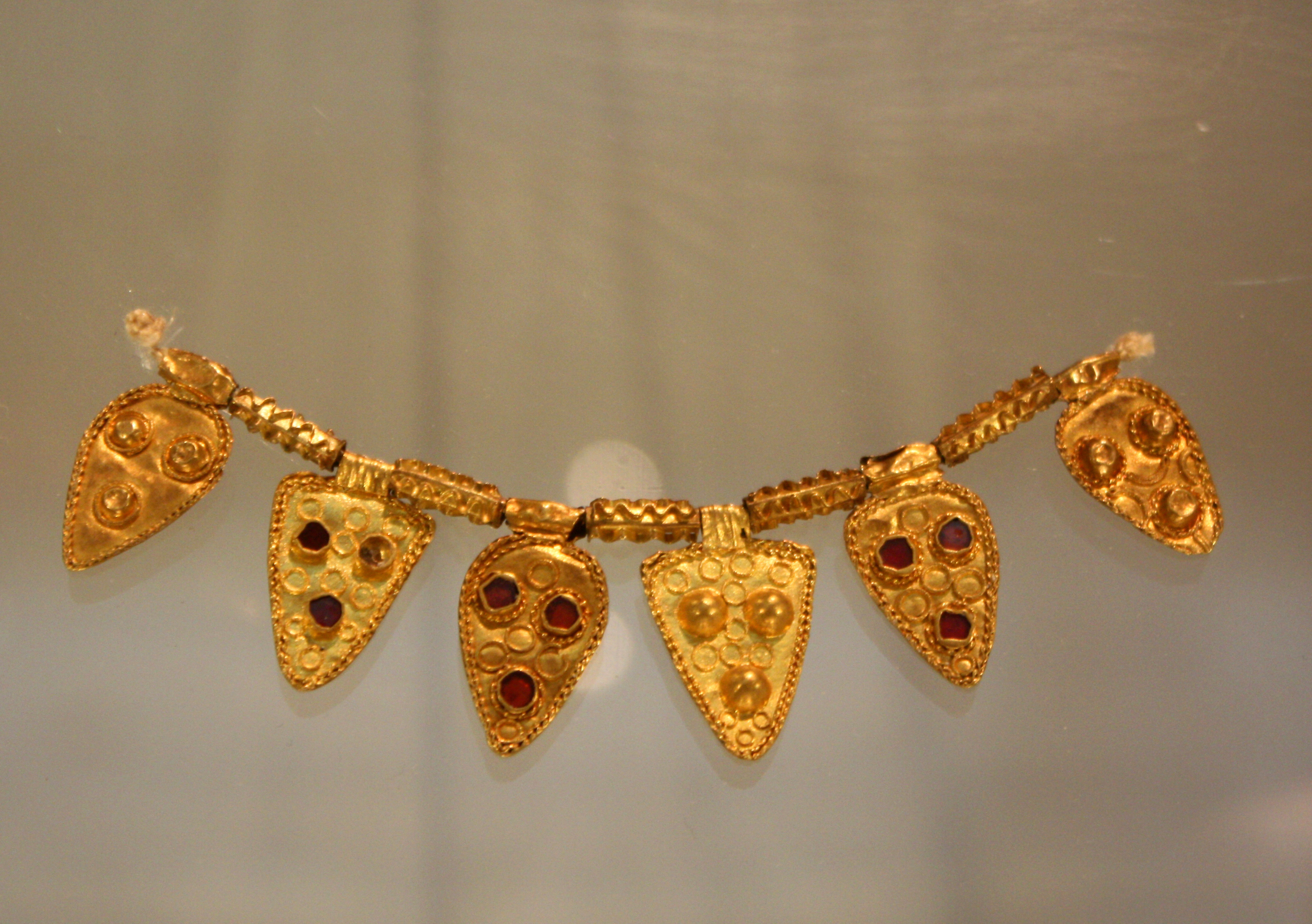
Halskette als Beigabe eines Frauengrabes (Grab 136) vom Anfang des 8. Jahrhunderts

Hoeningen (6./7. Jahrhundert), ist heute wie Gill ein Ortsteil von Rommerskirchen. In der Gemeinde gibt es zahlreiche Fundstellen fränkischer Siedlungsreste. Der durch diese Region fließende Gillbach als Grenze wies den Ort Hoeningen dem Kölngau zu.

### Buchelmundt
Der nordwestlich von Köln gelegene Ort Bocklemünd liegt unmittelbar am Anstieg der Mittelterrasse des Rheins. Möglicherweise gab diese Lage am Hügel dem Ort seinen frühen Namen  Buggilmonte oder  Buchelmundt (Buckel – Hügel). Bocklemünd, 941 erstmals erwähnt, entstand wie auch viele der hier behandelten Orte ebenfalls durch eine Schenkung des Erzbischofs Wichfrid an die Kölner Ordensschwestern von  St. Cäcilien.  Wichfrid entstammte dem Grafengeschlecht der Matfriede, welches später enge familiäre Bindungen zu den  Karolingern hatte.

### Langel
Bei Langel handelt es sich wahrscheinlich um den nordöstlichen Grenzort des Kölngaues.

Historische Bauten in Orten des ehemaligen Kölngaues
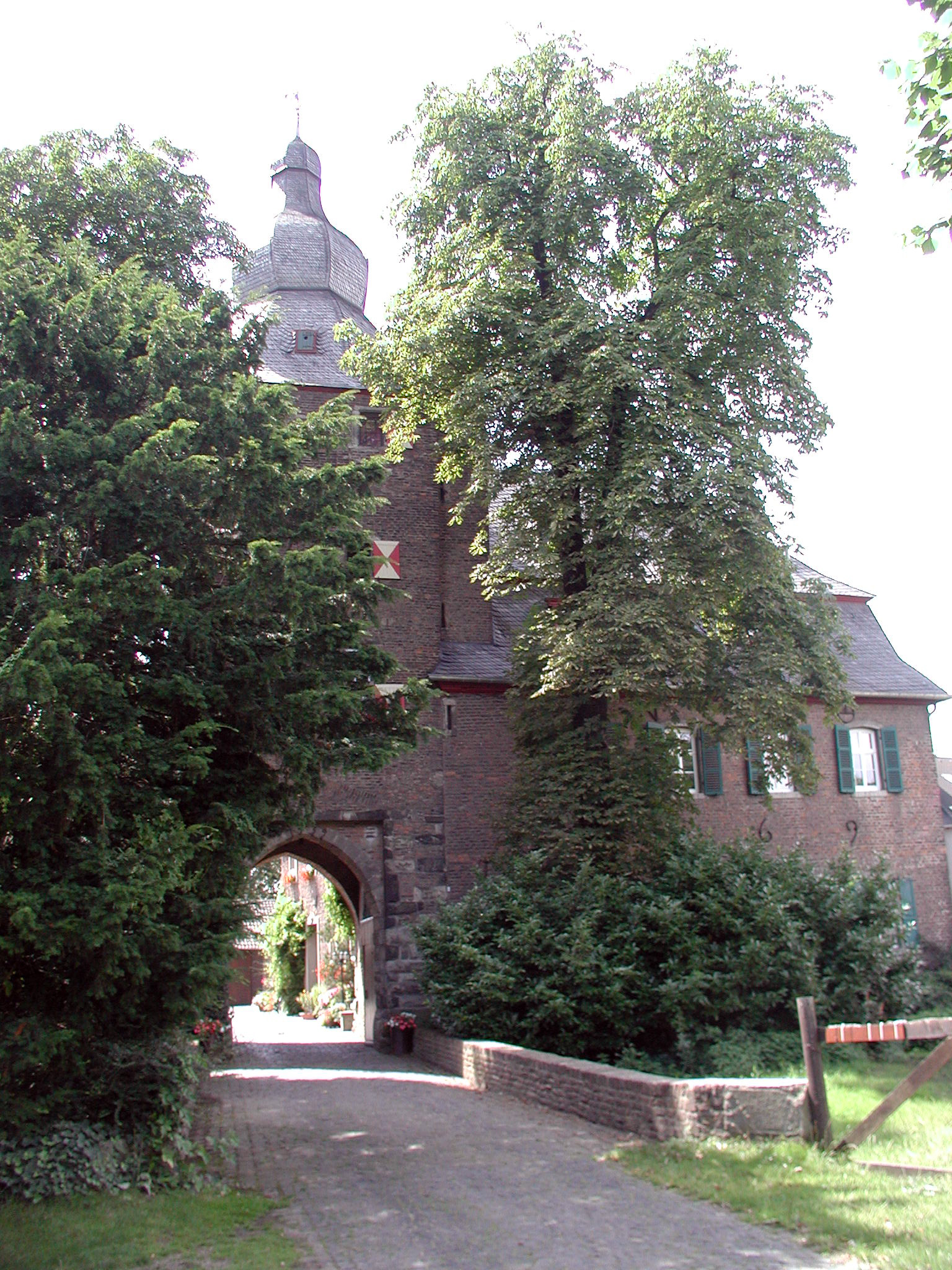
Burg Efferen
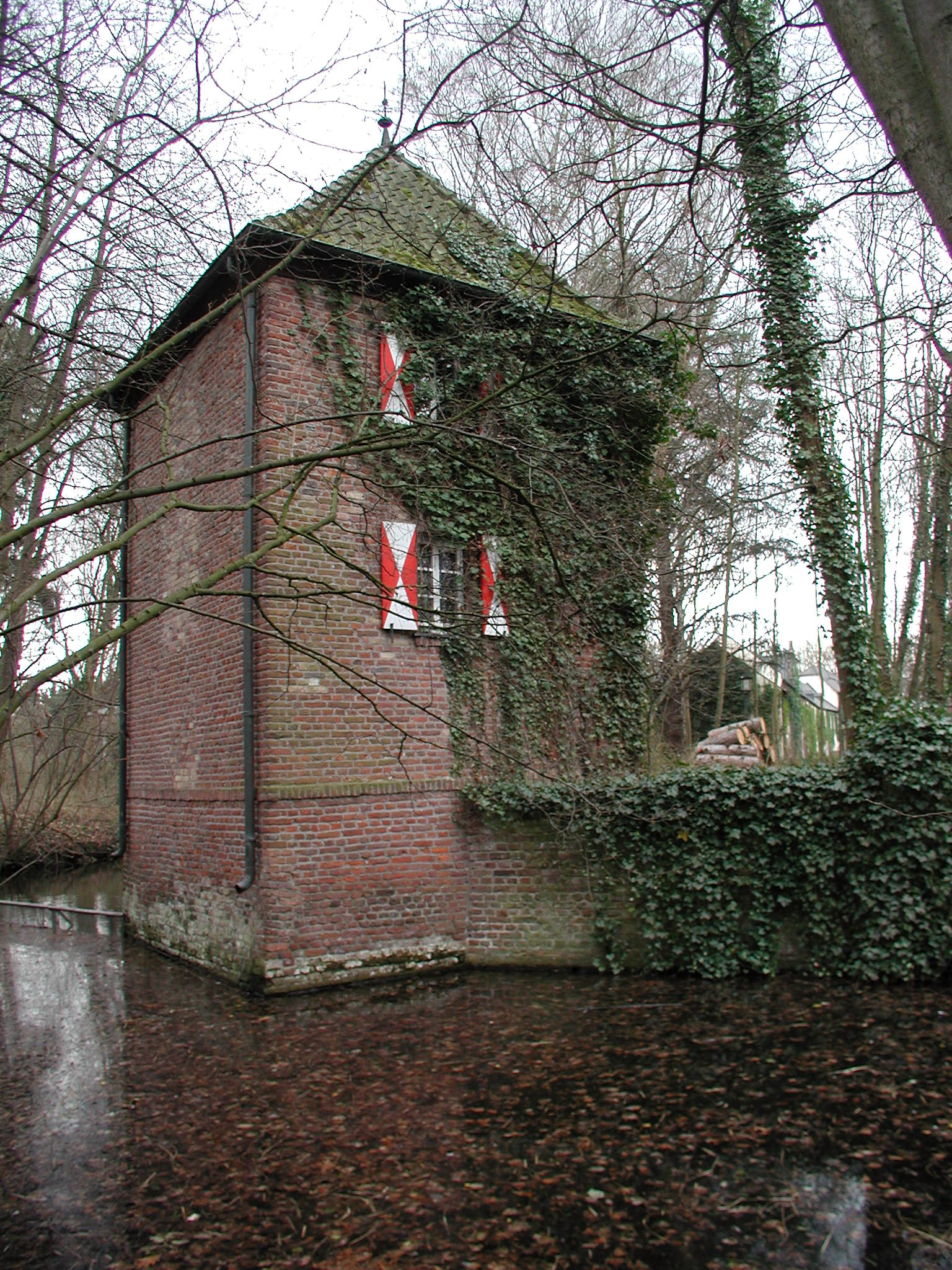
Burg Hemmersbach Wehrturm
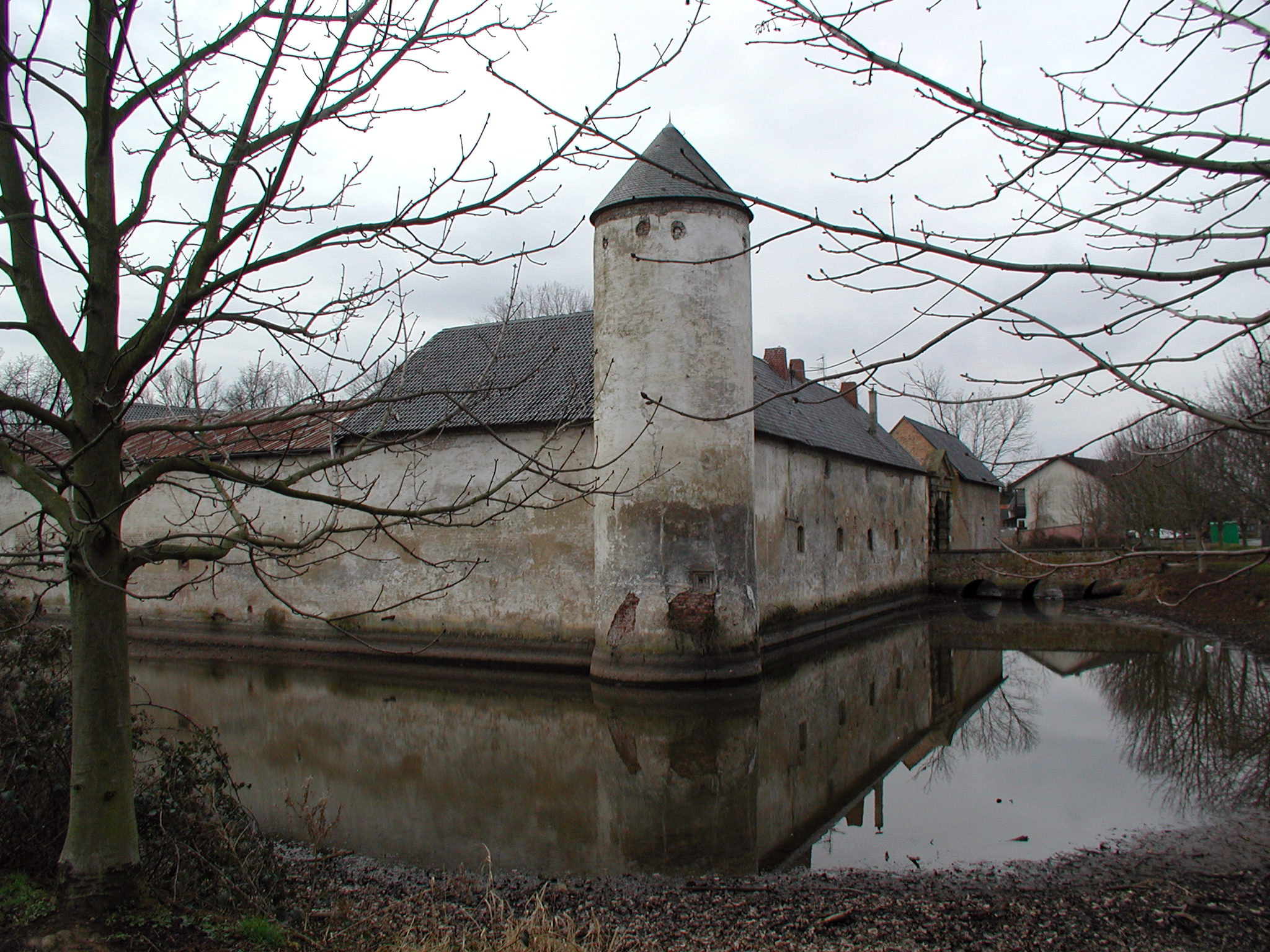
Friesheim, die „Weiße Burg“

## Hauptstadt des Kölngaus

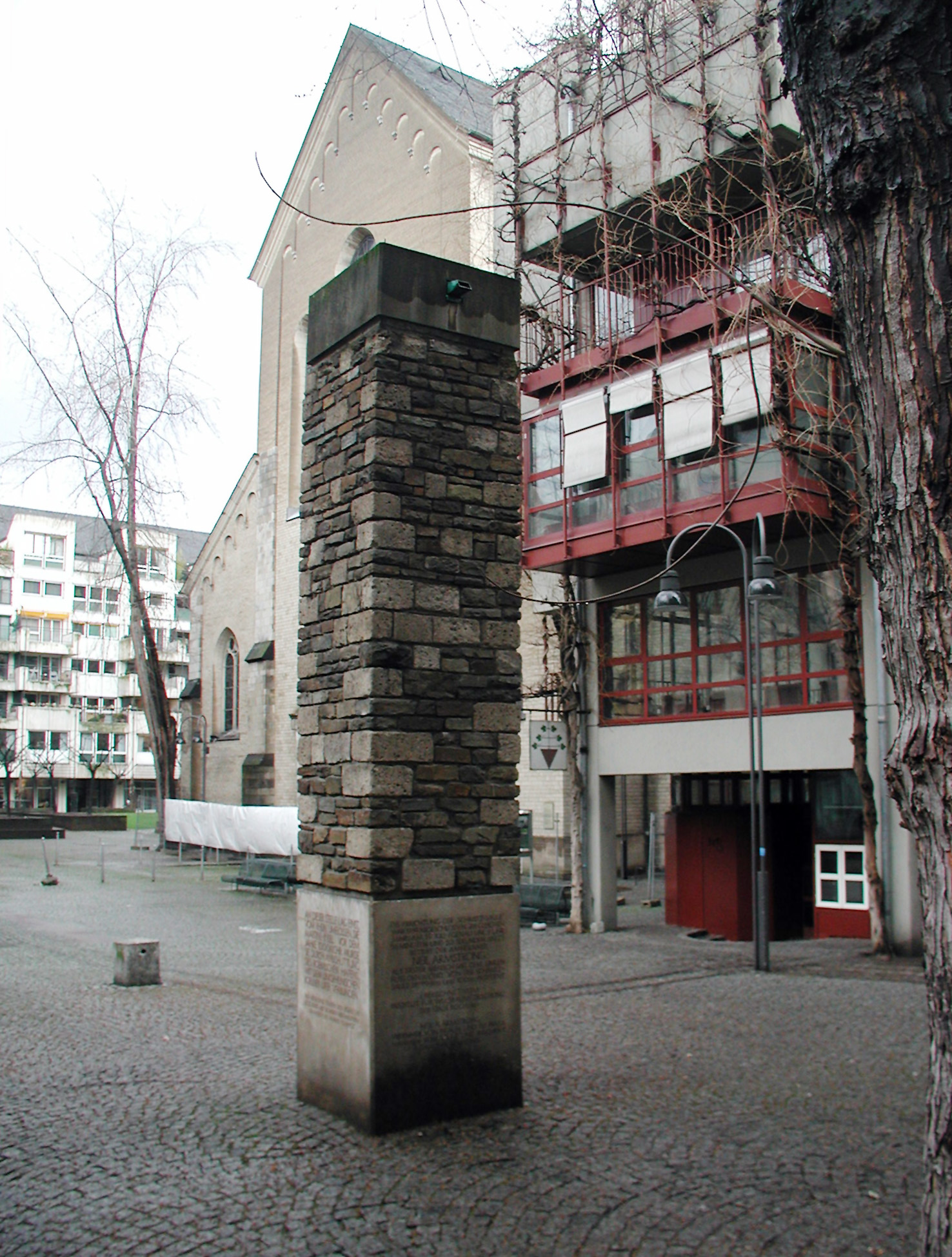
Martinsviertel, die Schmitz-Säule als Markierung des Mittelpunktes der ehemaligen Rheininsel

Für alle dem Kölngau angehörenden Ortschaften (oftmals nur Herrenhöfe) war die Stadt Köln der weltliche und kirchliche Verwaltungssitz, es war der Marktort für das ganze Umland. Die Stadt profitierte nach wie vor von der Infrastruktur vergangener römischer Zeit. So waren Handel und Handwerk weiterhin stark ausgeprägte Erwerbszweige der Stadt. Die zentrale geographische Lage am Rhein ließ sie schon früh zu einem Umschlagplatz des Fernhandels werden. Ein weiterer wichtiger Aspekt, der ihr Wachstum förderte, aber auch landespolitische Bedeutung hatte, war ihre seit römischer Zeit immer weiter zur Verteidigung ausgebaute Befestigung durch eine Ringmauer.
Die vorübergehende Schwächung des Reiches während der Erbauseinandersetzungen nach dem Tod Kaiser Karls und der folgenden Teilungen des Reiches nutzten nordische Stämme zu weit in das Reichsgebiet führenden Raubzügen.
Die rheinaufwärts vordringenden Normannen erkannten, dass die Befestigung Kölns an der dem Strom zugewandten Seite unvollkommen war. Hier gab es zwischen dem Entstehungsbereich der neuen Rheinvorstadt (vicus mercatorum) und der Römerstadt wahrscheinlich einige Mauerdurchlässe, die den Zugang erleichterten. Im Jahr 881/882 nahmen sie die Stadt ein und hinterließen nach ihrem Weiterzug in Richtung Bonn schwere Verwüstungen.
Deshalb begann bereits Erzbischof „Wichfrid“ (924 bis 953) auf Geheiß des Königs, die offenen Ansiedlungen in der Rheinvorstadt durch neue Verteidigungslinien sichern zu lassen, indem er die Römermauer an der Nord- und Südseite auch auf dem aufgeschütteten Gelände des Rheinarmes zwischen der ehemaligen Rheininsel bis zum nunmehrigen Rheinufer erweitern ließ.
Im Dombereich entstand, wie in vielen karolingisch-ottonischen Bischofstädten, eine Kirchenburg. Unterhalb von ihr wuchs die Vorstadt nun bis zum Rheinufer. Immer mehr Kaufleute, Händler und Handwerker erbauten sich hier ihre Häuser, Klöster und Stifte entstanden, sie umgaben ihre Immunitäten mit eigenen Mauern und prägten so das mittelalterliche Stadtbild.
Während der Amtszeit des Kölner Erzbischofs „Brun“ (953–965) erlebte die zu dieser Zeit auch „Colnaburg“ genannte Stadt einen neuen wirtschaftlichen Aufschwung und weitere Veränderungen. So wurden im Zuge der ersten Stadterweiterung die Reste der maroden Konstantinbrücke abgebrochen. Die seit dem 5. Jahrhundert aus Sicherheitsgründen für Fuhrwerke nicht mehr benutzbare Brücke war selbst für Fußgänger nur noch auf wenigen gefährlich schmalen Bohlen passierbar geworden.
Der Überlieferung nach fanden die Quader der Pfeiler des unsicher gewordenen Bauwerkes im Auftrage Bruns als Material (karolingisch / ottonische Bauphase) im Bau der Pantaleonkirche Verwendung.
Für seinen Bruder, den Kaiser Otto, ließ Brun die verfallene Pfalz wieder herrichten, da dieser häufig mit seiner Gemahlin Adelheid in Köln weilte. Mit seiner Erhebung zum Fürstbischof löste „Brun“ auch den Burgbann der städtischen Gerichtsbarkeit aus dem Territorium des „Kölngaues“ heraus und sorgte nun als neuer Schutzherr auch in der neuen Vorstadt für Recht und Ordnung. In der folgenden Zeit umgab der „Kölngau“ städtisches Gebiet, Köln selbst gehörte ihm nicht mehr an.

## Verfall und Ende der Gaugrafschaft

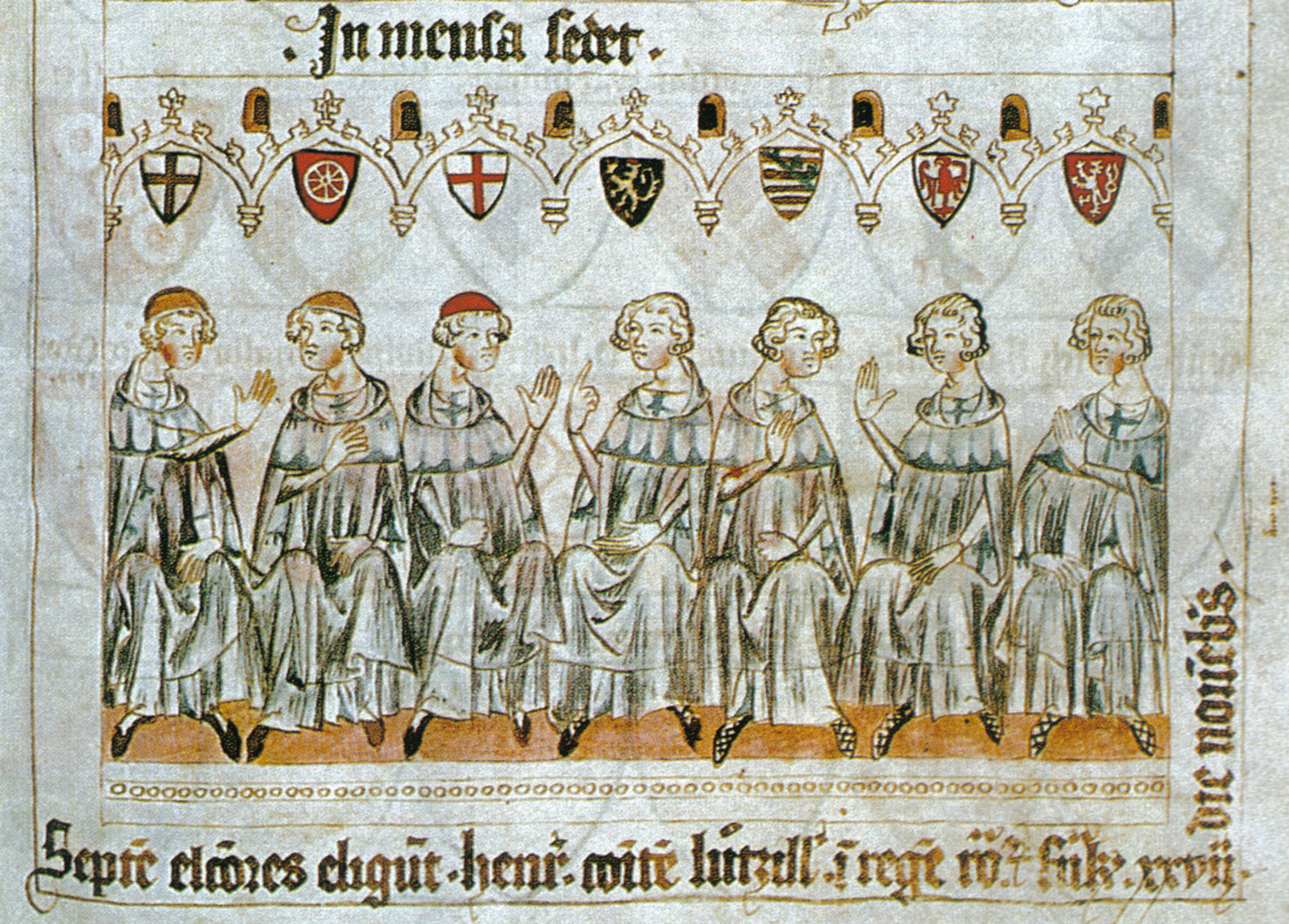
Die 7 Kurfürsten links, siehe Wappen, der Kurfürst und Erzbischof von Köln

Das nördliche Rheinland gehörte zu Lotharingien dem ehemaligen fränkischen Mittelreich. Die auch in dieser Region während des 8. Jahrhunderts fortschreitende Ausbreitung des Christentums unter den Merowingern und Pippiniden setzte sich in der karolingischen Zeit weiter fort. Dies führte unter der Regierung Karls des Großen im Jahr 795 dazu, dass Köln zum Erzbistum erhoben wurde.
Die dann unter den Karolingern weiter entwickelte Grafschaftsverfassung verfiel im 10. und 11. Jahrhundert. Ausgelöst wurde dies durch Otto I., der mit den nach ihm benannten und vornehmlich an die Bischöfe der Bistumsstädte vergebenen Ottonischen Privilegien diesen auch weltliche Rechte verlieh.
Der Erzbischof von Köln erhielt neben dem Zoll- und Münzregal auch das Privileg der Rechtsprechung. Das bisher unter dem Vorsitz des Grafen und für die causae maiores (Blut, Freiheit und Eigentum) zuständige Ding wurde Sache des Hohen weltlichen Gerichtes des Erzbischofs.
Der Gaugraf wurde zum Burggrafen und unterstand jetzt nicht mehr unmittelbar dem Kaiser, sondern dem Erzbischof.

## Übergang zu Kurköln
Hauptartikel: Kurköln

### Vom Gaugraf zum Burggrafen

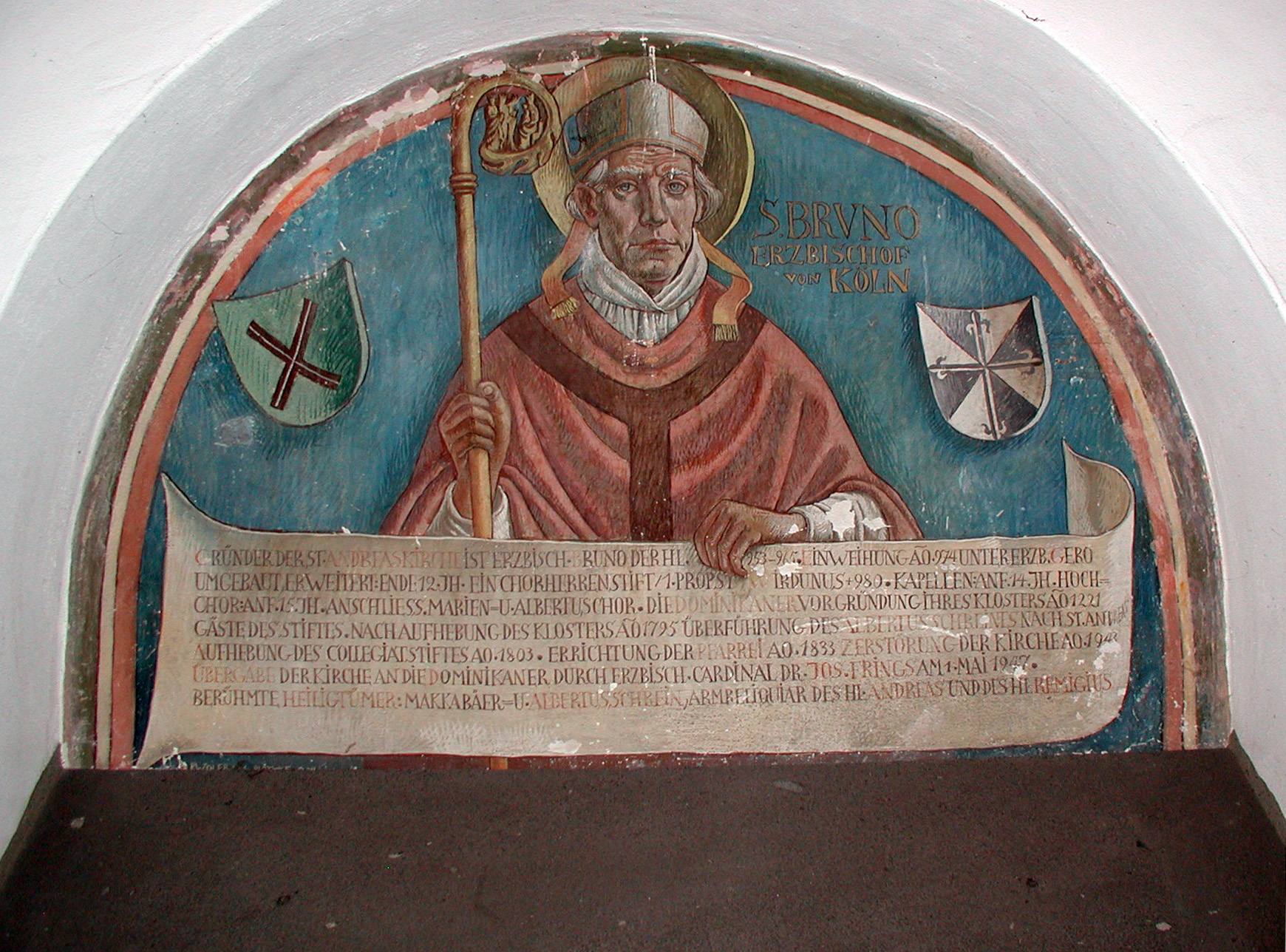
Darstellung des Erzbischof Brun
in St. Andreas, Köln

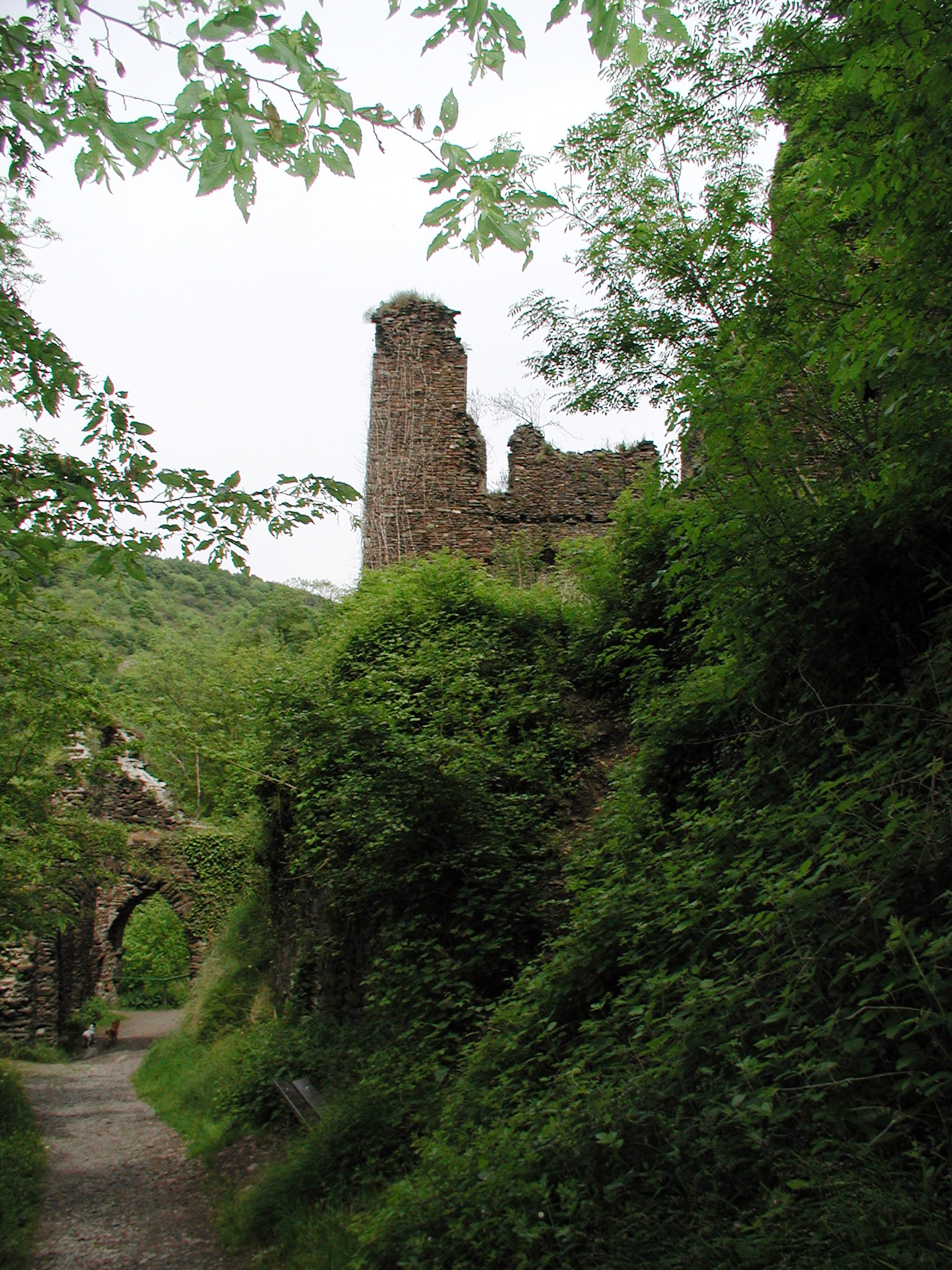
Aufgang Burgruine Are, Altenahr

Da es dem Erzbischof auf Grund seines geistlichen Standes unmöglich war, an einem Blutgericht den Vorsitz zu führen, ernannte er den Gaugrafen zu seinem Stellvertreter. Dieser erhielt damit den Titel eines Burggrafen verliehen.
Dieser Titel mit seinen Privilegien wurde zu Lehen vergeben. Die Inhaber des Burggrafenamtes mussten dem Stande der Edelfreien angehören. Seit mindestens 1167 befand sich das Amt im erblichen Besitz der Herren von Arberg.
Wirtschaftliche Not veranlasste die Burggrafen von Arberg, im Laufe der Zeit immer mehr auf ihre Rechte zu verzichten, bis im Jahr 1279 Johann von Arberg sein Amt für 1000 Mark Silber an den Erzbischof Siegfried zurückgab.